# FINE (Verein)
FINE ist ein Verein mit Sitz in Bonn. Mitglieder sind folgende Organisationen des fairen Handels:
- F – Fairtrade Labelling Organizations International
- I – International Fair Trade Association, seit 2009 World Fair Trade Organization (WFTO)[1]
- N – Network of European Worldshops, seit 2009 Teil der World Fair Trade Organization
- E – European Fair Trade Association

FINE ist also ein Akronym dieser Gründungsmitglieder.

## Selbstverständnis
Grundvoraussetzungen für ein einheitliches Auftreten sind:
- eine gemeinsame Definition der Ziele des fairen Handels
- gemeinsame Richtlinien für die Auswahl von Handelspartnern und die Festlegung von Handelsbedingungen
- Instrumente zur Überprüfung der Praxis des fairen Handels

## Definition des fairen Handels nach Auffassung der Organisation
Der faire Handel ist ein alternativer Ansatz zum konventionellen Welthandel: Eine Handelspartnerschaft für eine nachhaltige Entwicklung für ausgeschlossene und benachteiligte Produzenten. Mittel dazu sind bessere Handelsbedingungen, Bewusstseinsbildung und Kampagnen.

## Ziele des fairen Handels nach Auffassung der Organisation
Die Mitglieder haben sich am 24. März 1999 in Utrecht auf gemeinsame Ziele des fairen Handels geeinigt:
1. Erhöhung des Auskommens und Wohlergehens der Produzenten durch Verbesserung des Marktzugangs, Stärkung der Produzenten-Organisationen, Zahlung besserer Preise und Gewährung von Kontinuität in der Handelsbeziehung.
2. Förderung der Entwicklungschancen für benachteiligte Produzenten, besonders Frauen und Ureinwohnern sowie der Schutz von Kindern vor Ausbeutung im Produktionsprozess.
3. Stärkung des Bewusstseins unter den Verbrauchern bezüglich der negativen Auswirkungen des Welthandels auf die Produzenten, so dass sie ihre Kaufkraft positiv einsetzen können.
4. Vorleben eines Beispiels der Partnerschaft im Handel mittels Dialog, Transparenz und Respekt.
5. Durchführung von Kampagnen für Änderungen bei den Regeln und Praktiken des konventionellen Welthandels.
6. Wahrung der Menschenrechte durch die Förderung sozialer Gerechtigkeit, umweltfreundlicher Praktiken und wirtschaftlicher Sicherheit.
7. Da die Handelspartner aus unterschiedlichem kulturellen, sozialen und wirtschaftlichen Umfeld kommen und auch die verschiedenartigsten Produkte herstellen, müssen die Richtlinien für den Handel flexibel sein und für die entsprechenden Handelsbeziehungen ausformuliert und präzisiert werden.

## Anforderungen an die Organisationen

### Auswahl der Handelspartner
Handelspartner des fairen Handels sollten bevorzugt gemeinschaftlich organisierte Kleinproduzenten im Handwerk und in der Landwirtschaft sein sowie benachteiligte und unterdrückte Arbeiter in Fabriken und Plantagen.

### Soziale Anforderungen an Handelspartner
Die Anforderungen an Handelspartner, die eigenständige Kleinproduzenten sind, sollten auf deren Existenzsicherung und auf ihre verantwortliche Mitwirkung ausgerichtet sein.
Dagegen zielen Anforderungen an Handelspartner mit abhängigen Beschäftigten auf die Einhaltung und Verbesserung der Arbeitsrechte, der Arbeitsplatzbedingungen und des sozialen, ökologischen und wirtschaftlichen Umfeldes.

### Faire Handelsbedingungen
Der gezahlte Preis soll eine Entlohnung ermöglichen, die über die unmittelbare Befriedigung der materiellen Bedürfnisse hinausgeht und einen Beitrag für die Zukunftssicherung enthält. Die Gesamtleistungen des Fairen Handels müssen deutlich höher liegen als die des kommerziellen Handels.

### Langfristige Handelsbeziehungen
Langfristige Handelsbeziehungen sind eine wichtige Richtlinie für den fairen Handel und müssen deshalb vertraglich verankert werden. Langfristigkeit in den Beziehungen wird gewährleistet, wenn der Handel in Verbindung mit Dialog, Transparenz sowie Produkt- und Organisationsberatung abläuft.

### Monitoring
Die Anwendung der Richtlinien haben transparent und überprüfbar zu sein. Das Monitoring muss den Entwicklungsansatz und den Ansatz der partnerschaftlichen Handelsbeziehung berücksichtigen. Es muss bezahlbar sein, und die Kosten dürfen die kleinen Handelspartner nicht überproportional belasten.